# Fort Vezzena
Pevnost fort Vezzena (německy označovaná také jako Werk Spitz Verle nebo Posten Vezzena, italsky Forte di Cima Vezzena) se nachází v nadmořské výšce 1 908 metrů a leží na vrcholu Pizzo di Levico (neboli Cima Vezzena) nad průsmykem passo Vezzena v provincii Trento. Pevnost patří do rozsáhlého systému rakousko-uherských opevnění na italské hranici a je jednou ze sedmi pevností Lavaronsko-folgarské bariéry.

## Historie
Pevnost byla postavena v době, kdy Trentino patřilo Rakousku-Uhersku, v letech 1910-1914, díky své strategické poloze měla velmi důležitou funkci pozorovatelny a právě proto se jí říkalo "oko náhorní plošiny". Bylo z ní možné pozorovat oblast směrem na jih k městu Asiago a celý severní svah údolí Valsugana. Bylo to jistě odvážné dílo postavené na skalním vrcholu přečnívajícím Valsuganu s 1300metrovým převýšením.
Tato poloha však s sebou nesla různé problémy se zásobováním zejména vodou, a proto byla pevnost vybavena cisternami na 37 000 litrů vody, napájenými elektricky poháněnými čerpadly, která přiváděla vodu z níže položené pevnosti Fort Verle.
Pevnost se třemi nadzemními podlažími byla postavena z betonu a železobetonu. Půdorys je lichoběžníkový; fort se nachází v umělé skalní soutěsce a byl bráněn hustými liniemi zátarasů. Během prvního roku horské války byly pro posádku vyhloubeny podzemní prostory poté, co italské dělostřelectvo učinilo druhé a třetí patro pevnosti nepoužitelnými.
Pevnost byla považována za nedobytnou a ukázalo se, že tomu tak skutečně je; Italové se ji v letech 1915-1916 několikrát pokusili dobýt, ale všechny pokusy selhaly. Od prvních dnů války byla neustále držena pod palbou italského dělostřelectva. Celkem bylo do areálu pevnosti dopadlo během prvního roku války 2027 granátů ráže 21, 28 a 30,5 cm a 4200 granátů ráže 14,9 cm.
Po rakouské ofenzívě na jaře 1916 byly škody, které pevnost utrpěla během prvního roku války, napraveny.
Současný stav totální zkázy je důsledkem vyprošťování železného materiálu v letech následujících po první světové válce; z pevnosti zbyly jen trosky, ale v létě 2016 byly provedeny práce na vnějších fasádách, oplocení objektu a zamezení přístupu do interiéru pevnosti.

## Výzbroj
Ve své době byla tvrz vyzbrojena pěti kulomety Schwarzlose ráže 8 mm M7/12 umístěnými ve dvou pevných pancéřových kasematách a jedním v otočné pozorovatelně na vrcholu objektu. Sídlila zde posádka 60 vojáků, kterým velel podporučík Konrad Schwarz. Pevnost nebyla vybavena dělostřelectvem, ale v létě 1915 byl poblíž fortu, v postavení chráněném před italskou dělostřeleckou palbou, umístěn 7,5cm horský kanón, který byl používán i jako protiletadlové dělostřelectvo.

## Přístup
K pevnosti se lze dostat z průsmyku passo Vezzena, projít kolem pevnosti Fort Verle a pokračovat pěšky po staré vozové cestě nebo po turistickém chodníku č. 205.

## Galerie

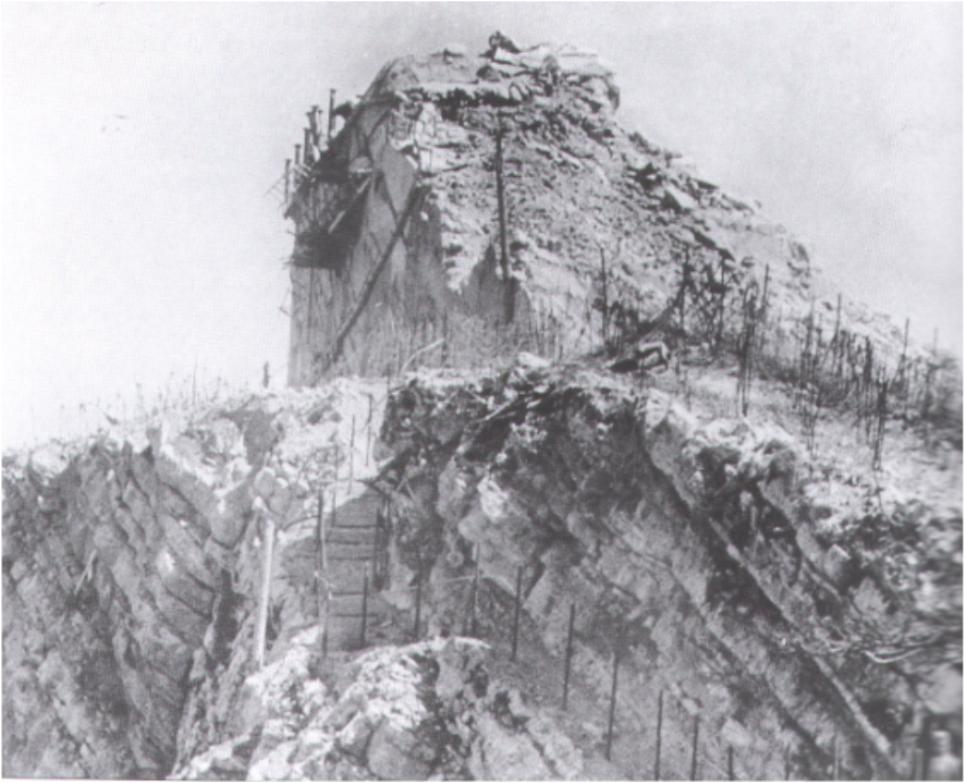
Pevnost poškozená ostřelováním během prvního roku války
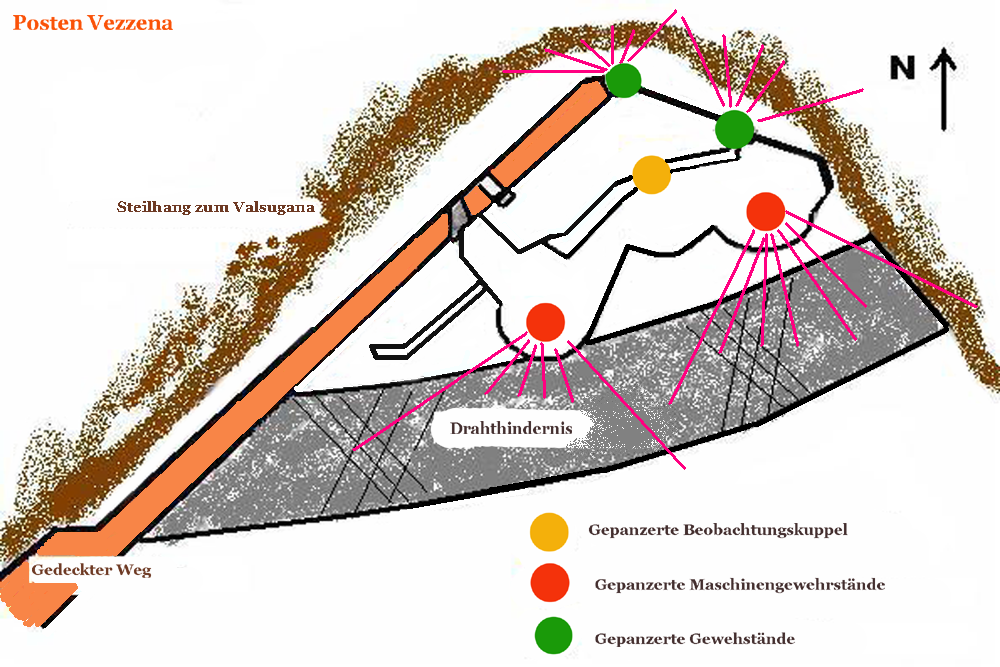
plán pevnosti fort Vezzena
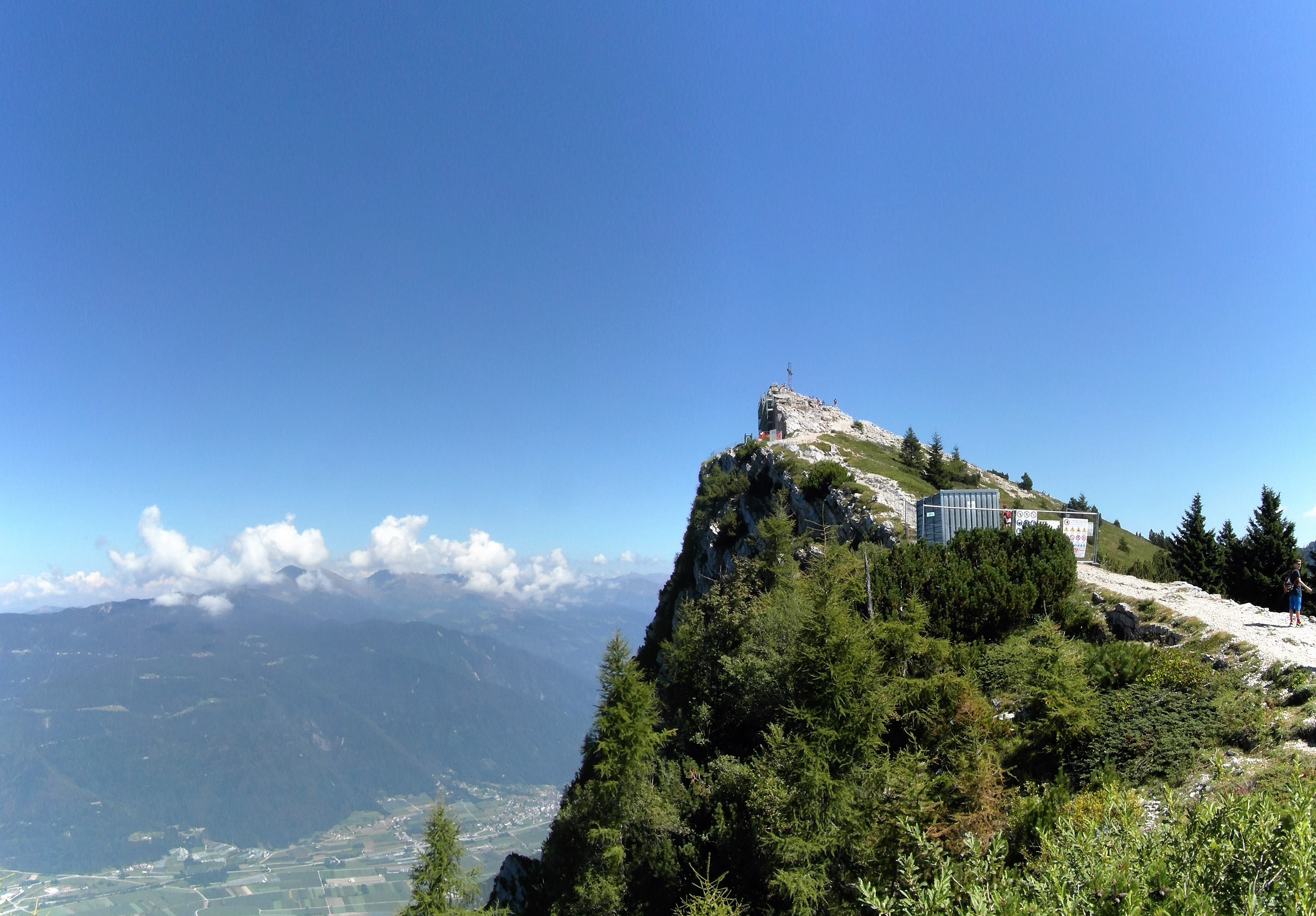
Pohled na ruiny pevnosti
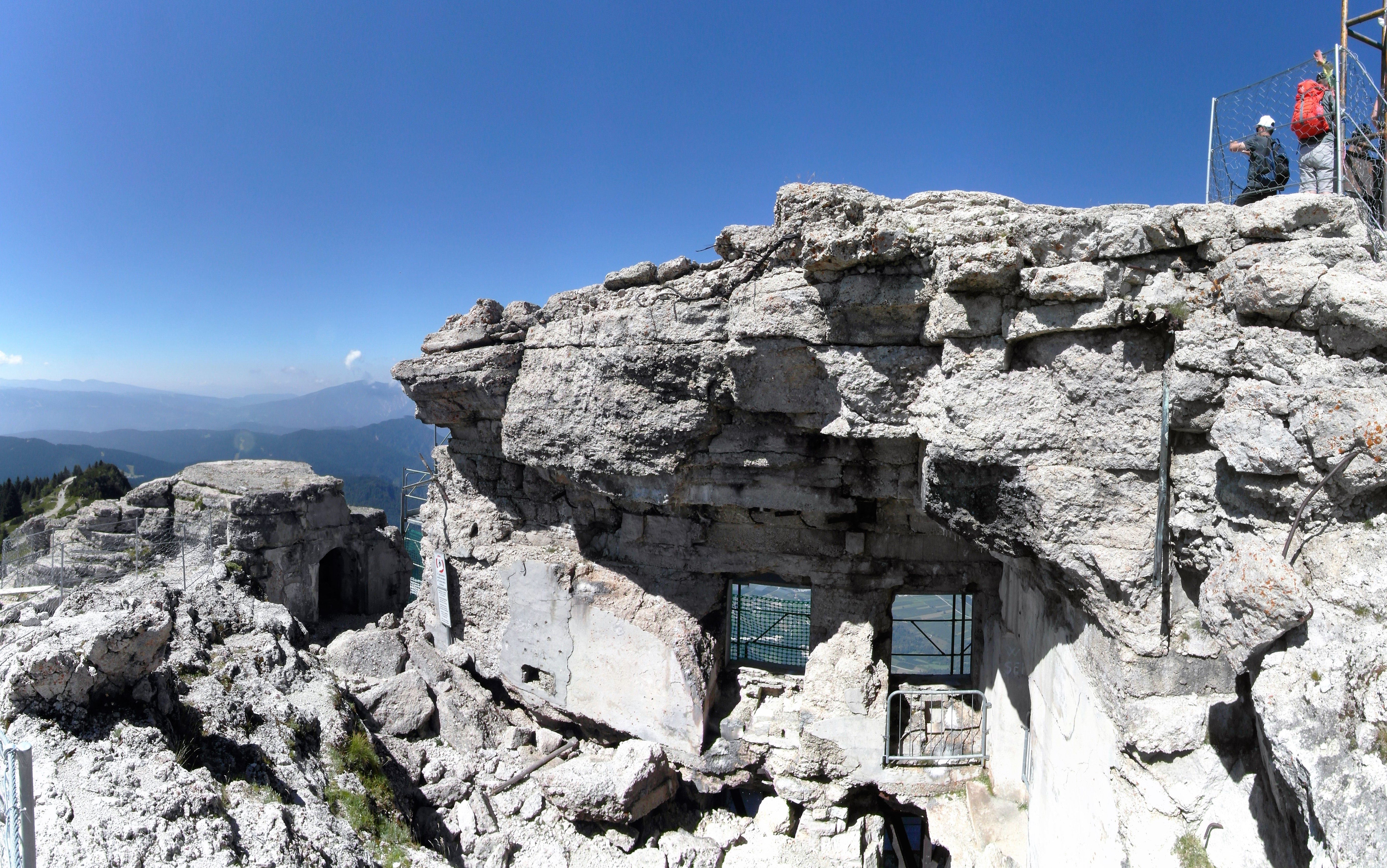
Pohled na ruiny pevnosti na vrcholu Cima Vezzena
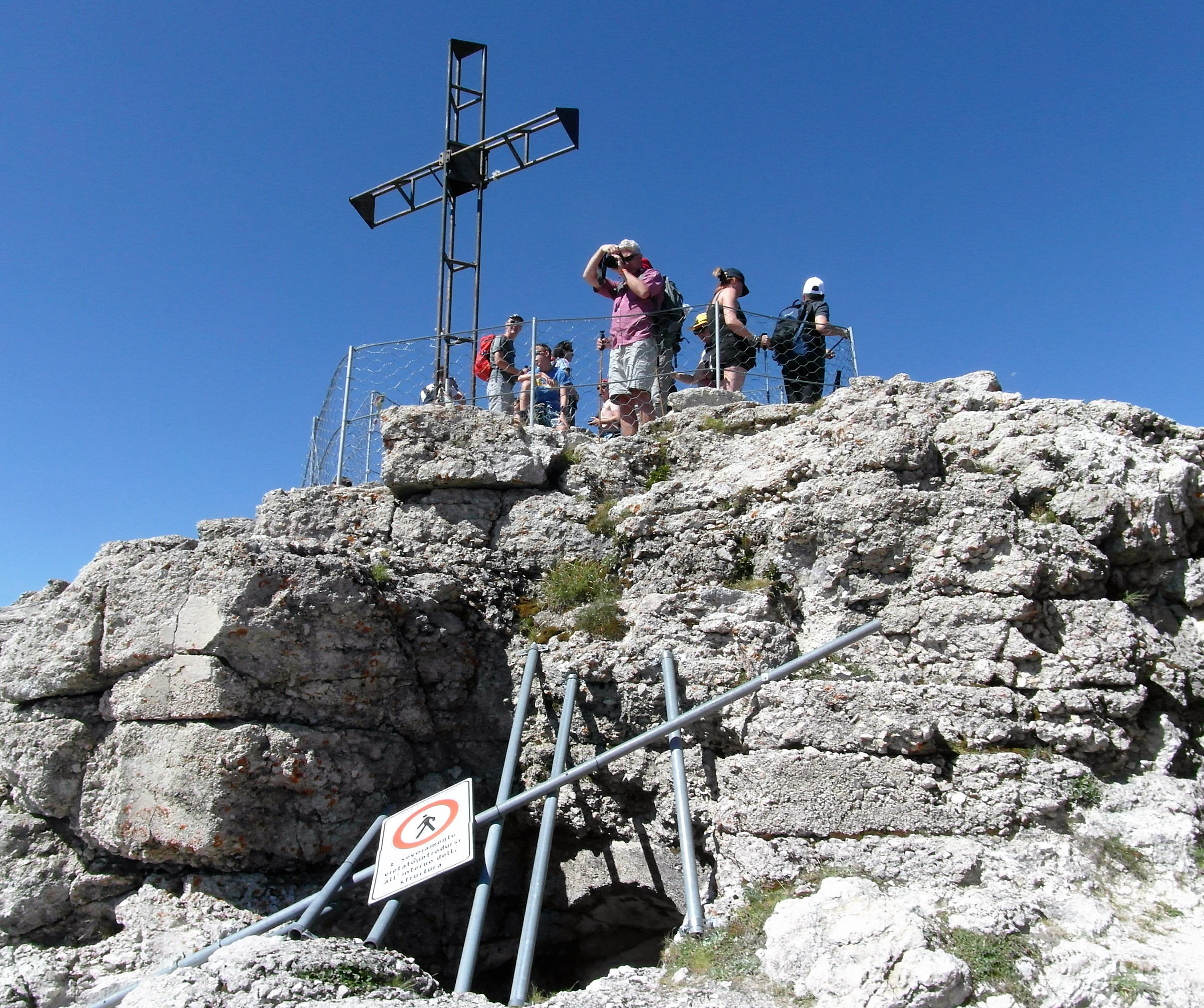
vyhlídka s křížem na vrcholu pevnosti
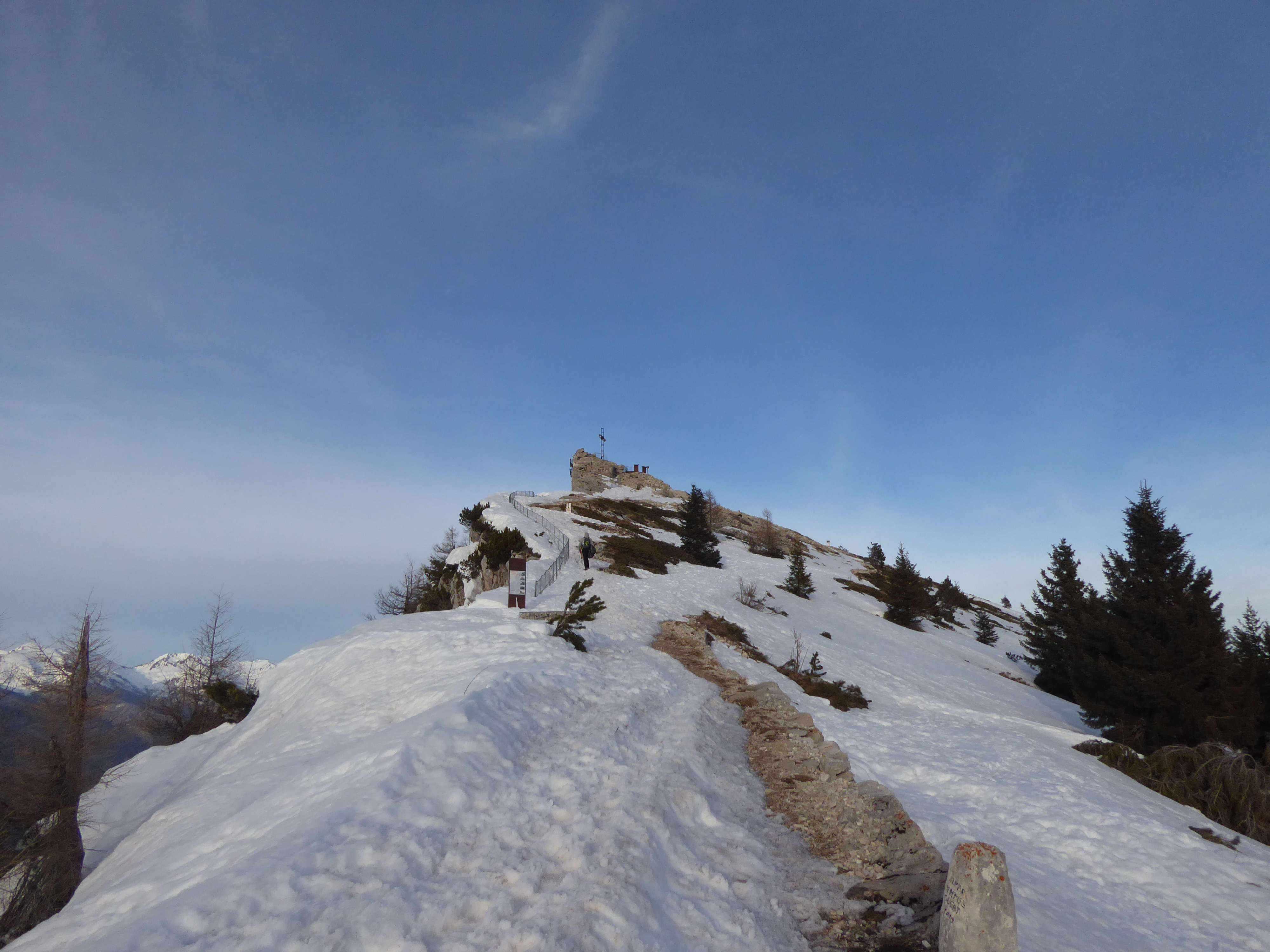
pevnost fort Vezzena v zimě